# Tetractys
 (octobre 2023).
La mise en forme du texte ne suit pas les recommandations de Wikipédia : il faut le « wikifier ».
Les points d'amélioration suivants sont les cas les plus fréquents. Le détail des points à revoir est peut-être précisé sur la page de discussion.
- Les titres sont pré-formatés par le logiciel. Ils ne sont ni en capitales, ni en gras.
- Le texte ne doit pas être écrit en capitales (les noms de famille non plus), ni en gras, ni en italique, ni en « petit »…
- Le gras n'est utilisé que pour surligner le titre de l'article dans l'introduction, une seule fois.
- L'italique est rarement utilisé : mots en langue étrangère, titres d'œuvres, noms de bateaux, etc.
- Les citations ne sont pas en italique mais en corps de texte normal. Elles sont entourées par des guillemets français : « et ».
- Les listes à puces sont à éviter, des paragraphes rédigés étant largement préférés. Les tableaux sont à réserver à la présentation de données structurées (résultats, etc.).
- Les appels de note de bas de page (petits chiffres en exposant, introduits par l'outil «  Source ») sont à placer entre la fin de phrase et le point final[comme ça].
- Les liens internes (vers d'autres articles de Wikipédia) sont à choisir avec parcimonie. Créez des liens vers des articles approfondissant le sujet. Les termes génériques sans rapport avec le sujet sont à éviter, ainsi que les répétitions de liens vers un même terme.
- Les liens externes sont à placer uniquement dans une section « Liens externes », à la fin de l'article. Ces liens sont à choisir avec parcimonie suivant les règles définies. Si un lien sert de source à l'article, son insertion dans le texte est à faire par les notes de bas de page.
- La présentation des références doit suivre les conventions bibliographiques. Il est recommandé d'utiliser les modèles {{Ouvrage}}, {{Chapitre}}, {{Article}}, {{Lien web}} et/ou {{Bibliographie}}. Le mode d'édition visuel peut mettre en forme automatiquement les références.
- Insérer une infobox (cadre d'informations à droite) n'est pas obligatoire pour parachever la mise en page.

Pour une aide détaillée, merci de consulter Aide:Wikification.
Si vous pensez que ces points ont été résolus, vous pouvez retirer ce bandeau et améliorer la mise en forme d'un autre article.

La tétractys

La tétractys (grec moderne : τετρακτύς), tetraktys, ou tétrade, ou la tétractys de la décade est une figure triangulaire composée de dix points disposés en quatre rangées : un, deux, trois et quatre points dans chaque rangée, qui est la représentation géométrique du quatrième nombre triangulaire. Il est possible qu'elle ait tenu un rôle important dans le pythagorisme, notamment dans le pythagorisme tardif.

## Symbole pythagoricien
1. Les quatre premiers chiffres symbolisent la musica universalis et le Cosmos comme suit :
  1. Monade – Unité
  2. Dyade – Pouvoir – Limite/Illimité (peras/ apeiron )
  3. Triade – Harmonie
  4. Tétrade – Kosmos[3]
2. Les quatre rangées totalisent dix, ce qui représente une unité d'ordre supérieur (La Décade).
3. Le Tetractys symbolise les quatre éléments classiques: l'air, le feu, l'eau et la terre.
4. La Tetractys représente l'organisation de l'espace:
  1. la première ligne représente zéro dimension  (un point )
  2. la deuxième ligne représente une dimension (une ligne de deux points)
  3. la troisième rangée représente deux dimensions (un plan défini par un triangle de trois points)
  4. la quatrième rangée représente trois dimensions (un tétraèdre défini par quatre points)

Une prière des Pythagoriciens[Lesquels ?] montre l'importance de la Tétractys (parfois appelée la «Tétrade mystique»), puisque cette prière lui était adressée[réf. nécessaire]:
« Bénis-nous, nombre divin, toi qui as engendré les dieux et les hommes! Ô sainte, sainte Tétractys, toi qui contient la racine et la source de la création qui coule éternellement! Car le nombre divin commence par l'unité profonde et pure jusqu'à arriver aux quatre saints; puis il engendre la mère de tous, les dix saints qui comprennent tout, qui limitent tout, le premier-né, les dix saints inébranlables et infatigables, le détenteur de la clé de tous. »
En tant que partie de la religion secrète, les initiés devaient prêter serment secret auprès des Tetractys. Ils servaient alors comme novices, ce qui les obligeait à observer le silence pendant une période de cinq ans.[réf. nécessaire]
Le serment de Pythagore mentionnait également la Tétractys:
Par ce nom pur et saint à quatre lettres d'en haut,
la fontaine et l'approvisionnement éternels de la nature,
le parent de toutes les âmes vivantes,
par lui, avec foi, trouve serment, je te le jure.
On dit que le système musical pythagoricien était basé sur le Tetractys car les rangées peuvent être lues comme les rapports de 4:3 (quarte parfaite), 3:2 ( quinte parfaite ), 2:1 (octave), formant les intervalles de base des gammes pythagoriciennes. Autrement dit, les gammes pythagoriciennes sont générées en combinant des quartes pures (dans une relation 4:3), des quintes pures (dans une relation 3:2) et les rapports simples de l'unisson 1:1 et de l'octave 2:1. Notez que le diapason, 2:1 (octave), et le diapason plus diapente, 3:1 (quinte composée ou douzième parfaite), sont des intervalles de consonnes selon la tétractys de la décade, mais que le diapason plus diatessaron, 8:3 (quatrième composé ou onzième parfait), ne l'est pas. 
La Tétractys [également connue sous le nom de décade] est un triangle équilatéral formé de la séquence des dix premiers nombres alignés sur quatre rangées. C'est à la fois une idée mathématique et un symbole métaphysique qui embrasse en lui-même – sous forme de graine – les principes du monde naturel, l'harmonie du cosmos, l'ascension vers le divin et les mystères du royaume divin. Cet ancien symbole était si vénéré qu'il a inspiré les philosophes de l'Antiquité à jurer par le nom de celui qui a apporté ce cadeau à l'humanité.

## Symbole kabbaliste

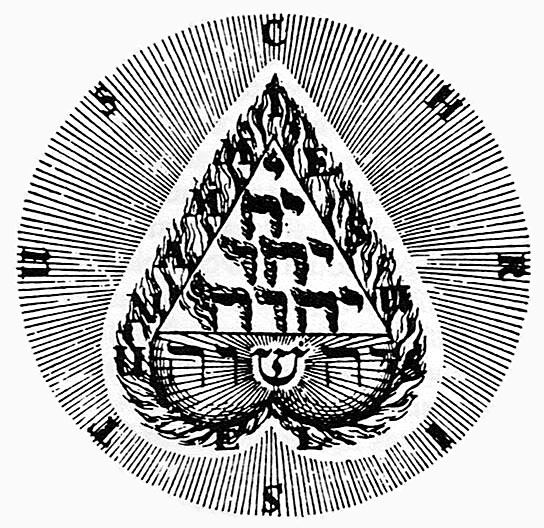
Symbole du mystique chrétien du début du XVIIe siècle Jakob Böhme, comprenant une tétractys de lettres hébraïques enflammées du Tétragramme.

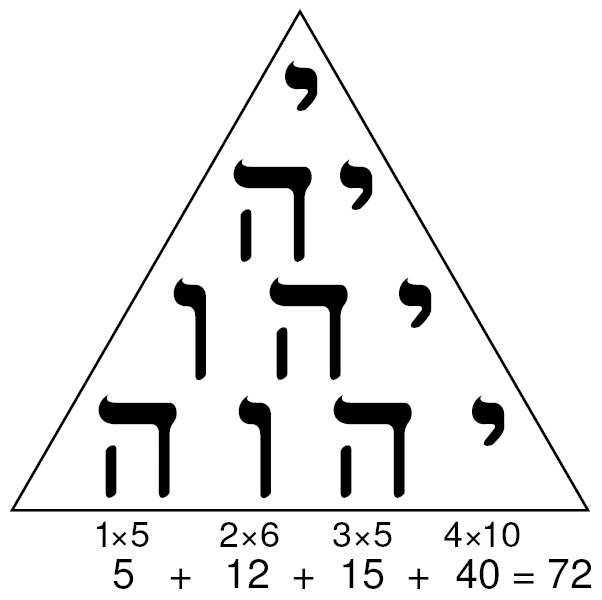
Une tétractie des lettres du Tétragramme totalise 72 par gématrie.

Dans l'ouvrage de l'anthropologue Raphael Patai intitulé La Déesse hébraïque, l'auteur soutient que la tétractys et ses mystères ont influencé les débuts de la Kabbale. Une tétractys hébraïque a les lettres du Tétragramme inscrites sur les dix positions de la tétractys, de droite à gauche. Il a été avancé que l'Arbre de Vie Kabbalistique, avec ses dix sphères d'émanation, est d'une certaine manière connecté aux tétractys, mais sa forme n'est pas celle d'un triangle. L'occultiste Dion Fortune écrit :
Le point est attribué à Kether;
la ligne vers Chokmah;
le plan bidimensionnel jusqu'à Binah;
par conséquent, le solide tridimensionnel revient naturellement à Chesed.
La relation entre les formes géométriques et les quatre premières Séphirotes est analogue aux corrélations géométriques dans Tétraktys, présentées ci-dessus sous #symbole pythagoricien, et dévoile la pertinence de l'Arbre de Vie avec les Tétraktys.

## Lecture de cartes de tarot
Dans une lecture du Tarot, les différentes positions des tétractes fournissent une représentation permettant de prévoir des événements futurs en signifiant selon diverses disciplines occultes, comme l'Alchimie. Vous trouverez ci-dessous une seule variante pour l'interprétation.
La première rangée d'une seule position représente la prémisse de la lecture, formant une base pour comprendre toutes les autres cartes.
La deuxième rangée de deux positions représente le cosmos et l'individu et leurs relations.
- La Carte Lumière à droite représente l'influence du cosmos conduisant l'individu à une action.
- La carte noire à gauche représente la réaction du cosmos aux actions de l'individu.

La troisième rangée de trois positions représente trois types de décisions qu'un individu doit prendre.
- La carte Créateur se trouve à l'extrême droite, représentant les nouvelles décisions et orientations qui peuvent être prises.
- La carte de maintien se trouve au milieu, représentant les décisions visant à maintenir l'équilibre et les choses qui ne devraient pas changer.
- La carte Destructeur se trouve à l'extrême gauche, représentant d'anciennes décisions et orientations qui ne devraient pas être poursuivies.

La quatrième rangée de quatre positions représente les quatre éléments grecs.
- La carte Feu est la plus à droite, représentant la force créatrice dynamique, les ambitions et la volonté personnelle.
- La carte Air se trouve au milieu droit, représentant l'esprit, les pensées et les stratégies pour atteindre les objectifs.
- La carte Eau se trouve au milieu gauche, représentant les émotions, les sentiments et les caprices.
- La carte Terre est la plus à gauche et représente les réalités physiques de la vie quotidienne.[réf. nécessaire]

## Occurrence

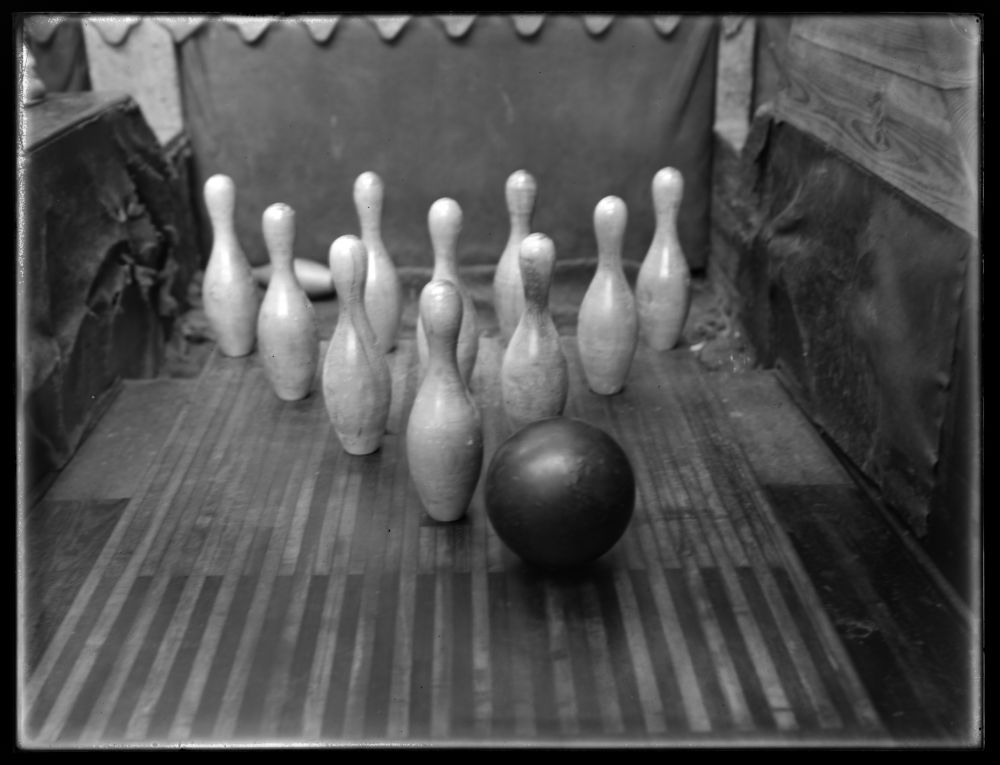
Quilles à dix quilles dans un tétractys.

La tétractys se produit (généralement par coïncidence) dans les cas suivants :
- le décuplet baryon ;
- les armoiries d'un archevêque ;
- la disposition des quilles dans le bowling à dix quilles ;
- la disposition des boules de billard dans un rack ou triangle à dix boules ;
- un jeu de dames chinois ;
- la formation en « arbre de Noël » - en « 4-3-2-1 » - dans le football associatif.

## En poésie
Dans la poésie contemporaine de langue anglaise, une tétractys est une forme de comptage de syllabes comportant cinq vers. Le premier vers a une syllabe, le deuxième a deux syllabes, le troisième vers a trois syllabes, le quatrième vers a quatre syllabes et le cinquième vers a dix syllabes. Un exemple de tétractys ressemblerait à ceci :
Mantrum
Your /
fury /
confuses /
us all greatly. /
Volatile, big-bodied tots are selfish.  //
Ce style de poésie a été inventé par Ray Stebbing dans les années 1980. Il a déclaré ce qui suit à propos de cette forme nouvellement créée :
"Le tétractys pourrait être la réponse britannique au haïku. Son défi est d'exprimer une pensée complète, profonde ou comique, spirituelle ou sage, dans le cadre étroit de vingt syllabes.

## Voir également
- Triangle de Pascal